# Liste bedeutender Batterieforscher und Elektrochemiker
Die Liste bedeutender Batterieforscher und Elektrochemiker enthält bedeutende Forscher und Entwickler von Batterien  sowie Chemiker, Ingenieure, Physiker und Physikochemiker, die zur Entwicklung der Elektrochemie beigetragen haben. Es ist jeweils ein Stichwort oder Beispiel zu ihrem elektrochemischen Wirken angegeben.
| Name                          | Geburtsjahr | Sterbejahr | Stichworte zum Beitrag zur Elektrochemie                                                                                      |
| ----------------------------- | ----------- | ---------- | --- |
| Luigi Galvani                 | 1737        | 1798       | Entdeckung des Galvanismus |
| Alessandro Volta              | 1745        | 1827       | Voltasche Säule |
| Johann Wilhelm Ritter         | 1776        | 1810       | erfand den Vorläufer der Akkumulatoren                                                                                        |
| Sir Humphry Davy              | 1778        | 1829       | Elektrolyse geschmolzener Alkalien                                                                                            |
| John Frederic Daniell         | 1790        | 1845       | Daniell-Element, ein Kupfer-Zink-Element                                                                                      |
| Michael Faraday               | 1791        | 1867       | Grundgesetze der Elektrolyse                                                                                                  |
| Wilhelm Josef Sinsteden       | 1803        | 1891       | erster Bleiakkumulator |
| William Grove                 | 1811        | 1896       | erste Brennstoffzelle |
| Hermann Kolbe                 | 1818        | 1884       | Kolbe-Elektrolyse (Elektrolyse von Carbonsäuren)                                                                              |
| Josiah Latimer Clark          | 1822        | 1898       | Clark-Normalelement |
| Oliver Wolcott Gibbs          | 1822        | 1908       | Entwicklung der Elektrogravimetrie (analytisches Elektrolyseverfahren)                                                        |
| Johann Wilhelm Hittorf        | 1824        | 1914       | Leitfähigkeit der Elektrolyte, Überführungszahl                                                                               |
| Gaston Planté                 | 1834        | 1889       | verbesserter Bleiakkumulator                                                                                                  |
| Georges Leclanché             | 1839        | 1882       | Leclanché-Element, eine Zink-Braunstein-Zelle                                                                                 |
| Friedrich Kohlrausch          | 1840        | 1910       | Leitfähigkeit der Elektrolytlösungen                                                                                          |
| Gabriel Lippmann              | 1845        | 1921       | Ladungsabhängigkeit der Oberflächenspannung, Erfindung des Kapillarelektrometers                                              |
| Thomas Alva Edison            | 1847        | 1931       | Nickel-Eisen-Akkumulator |
| Louis Georges Gouy            | 1854        | 1926       | Theorie der elektrochemischen Doppelschicht                                                                                   |
| Hamilton Castner              | 1858        | 1899       | Gewinnung von Natrium durch Elektrolyse von geschmolzenem Natriumhydroxid                                                     |
| Svante Arrhenius              | 1859        | 1927       | Theorie der elektrolytischen Dissoziation (Nobelpreis für Chemie 1903)                                                        |
| Julius Tafel                  | 1862        | 1918       | Beschreibung der Spannungsabhängigkeit eines Elektrolysestroms mit der Tafel-Gleichung                                        |
| Paul Héroult                  | 1863        | 1914       | Hall-Héroult-Prozess zur elektrolytischen Gewinnung von Aluminium                                                             |
| Charles Martin Hall           | 1863        | 1914       | Hall-Héroult-Prozess zur elektrolytischen Gewinnung von Aluminium                                                             |
| Walther Nernst                | 1864        | 1941       | Nernst-Gleichung zur Konzentrationsabhängigkeit des Elektrodenpotentials                                                      |
| Max Le Blanc                  | 1865        | 1943       | Entdeckung der Zersetzungsspannung                                                                                            |
| David Leonard Chapman         | 1869        | 1958       | Theorie der elektrochemischen Doppelschicht                                                                                   |
| Peter Debye                   | 1884        | 1966       | Beschreibung der Ionenaktivität und der Leitfähigkeit der Elektrolyte mit der Debye-Hückel-Theorie                            |
| James Cloyd Downs             | 1885        | 1957       | Gewinnung von Natrium durch Elektrolyse von Natriumchlorid in der Downs-Zelle                                                 |
| Max Volmer                    | 1885        | 1965       | Butler-Volmer-Gleichung |
| Otto Stern                    | 1888        | 1969       | Theorie der elektrochemischen Doppelschicht                                                                                   |
| Jaroslav Heyrovský            | 1890        | 1967       | Entwicklung der Polarographie (Nobelpreis für Chemie 1959)                                                                    |
| Alexander Naumowitsch Frumkin | 1895        | 1976       | Theorie der elektrochemischen Doppelschicht und des Elektronentransfers                                                       |
| John Alfred Valentine Butler  | 1899        | 1977       | Butler-Volmer-Gleichung |
| Tibor Erdey-Grúz              | 1902        | 1976       | Mitentdecker der Butler-Volmer-Gleichung                                                                                      |
| Heinz Gerischer               | 1919        | 1994       | Elektrochemie der Halbleiter, Photoelektrochemie                                                                              |
| John B. Goodenough            | 1922        | 2023       | Entdeckung wichtiger Lithiumspeichermaterialien für Lithiumionenbatterien (Lithiumcobaltoxid, Lithiumeisenphosphat)           |
| Rudolph Arthur Marcus         | 1923        | —          | Theorie der Einelektronenaustauschreaktionen (Nobelpreis für Chemie 1992)                                                     |
| John Bockris                  | 1923        | 2013       | Konzept einer Wasserstoffwirtschaft, Theorie der elektrochemischen Doppelschicht                                              |
| M. A. V. Devanathan           | 1925 ?      | 1977       | Theorie der elektrochemischen Doppelschicht                                                                                   |
| Martin Fleischmann            | 1927        | 2012       | oberflächenverstärkte Raman-Streuung                                                                                          |
| M. Stanley Whittingham        | 1941        | —          | Entwicklung einer Lithiumbatterie                                                                                             |
| Stanley Pons                  | 1943        | —          | oberflächenverstärkte Raman-Streuung                                                                                          |
| Michael Grätzel               | 1944        | —          | Grätzel-Zelle, ein photoelektrochemischer Energiewandler                                                                      |
| Michael M. Thackeray          | 1949        | —          | Entdeckung wichtiger Lithiumspeichermaterialien für Lithiumionenbatterien (Manganspinell, Lithium-Nickel-Mangan-Cobalt-Oxide) |